# Record du Maroc de natation messieurs du 100 mètres nage libre
Cet article présente l'évolution du record du Maroc de natation messieurs du 100 mètres nage libre.

## Bassin de 50 mètres
| Temps   | Athlète           | Naissance | Âge | Club           | Compétition                               | Lieu     | Date             |
| ------- | ----------------- | --------- | --- | -------------- | ----------------------------------------- | -------- | ---------------- |
| 52 s 44 | Slimane Lakhlifia | 1986      | 18  | WAC US Talence | Championnats de France Cadets Juniors (s) | Mennecy  | 25 juillet 2004  |
| 52 s 05 | Amine Kouame      | 1986      | 25  | US Fès         | Championnats du monde (s)                 | Shanghai | 27 juillet 2011  |
| 51 s 59 | Amine Kouame      | 1986      | 25  | US Fès         | Jeux panarabes (f)                        | Doha     | 21 décembre 2011 |

## Bassin de 25 mètres
| Temps | Athlète | Naissance | Âge | Club | Compétition | Lieu | Date |
| ----- | ------- | --------- | --- | ---- | ----------- | ---- | ---- |